# Circondario di Annecy
Il circondario di Annecy era uno dei circondari in cui era suddivisa la Provincia di Annecy del Regno di Sardegna.

## Storia
In seguito all'annessione della Lombardia dal Regno Lombardo-Veneto al Regno di Sardegna (1859), fu emanato il decreto Rattazzi, che riorganizzava la struttura amministrativa del Regno, suddiviso in province, a loro volta suddivise in circondari. Il circondario di Annecy fu creato come suddivisione dell'omonima provincia.
Il circondario di Annecy ebbe vita breve: venne soppresso nel 1860, con la cessione della Savoia alla Francia.

## Suddivisione
Il circondario di Annecy era diviso nei mandamenti di Annecy, Duingt, Saint-Julien, Rumilly, Thones, Seyssel e Thôrens.